# Lissenthan
Lissenthan ist ein Ortsteil der Stadt Nabburg im Oberpfälzer Landkreis Schwandorf (Bayern).

## Geografie
Lissenthan liegt an der Kreisstraße SAD26 und südlich der Bundesautobahn A6 und westlich des Hauptortes Nabburg. Die Kreisstraße SAD27 führt aus dem Norden in den Ort. Im Norden, jenseits der A6 liegt Diepoltshof, im Nordosten Etzelhof. Der Nebelberg mit 451 m Höhe liegt etwa im Süden. Die Bundesautobahn A93 liegt im Osten, nahe Nabburg, ebenso der Fluss Naab und der Stockbach, im Westen der Ebertsbierlbach. Ebertsbierl ist ebenso nahe einer Erhebung westlich gelegen.

## Geschichte
Das bayerische Urkataster zeigt Lissenthan in den 1810er Jahren als einen Weiler mit vier Herdstellen.
Gut 1 km südwestlich der Ortschaft befand sich die Granitgrube „Hermine“. Sie wurde in der heutigen Form 1942 errichtet und war bis 1987 in Betrieb. 